# Pierre Rambaldi
Pour les articles homonymes, voir Rambaldi.
Pierre Rambaldi, né le 19 janvier 1963 à Neuilly-sur-Seine, est un réalisateur, scénariste et producteur de cinéma français En 1996, il fonde et dirige « Big Productions » spécialisée dans la production de films de cinéma, clips musicaux et films publicitaires.

## Biographie
Pierre Rambaldi fonde et dirige la société de production « Big World », le 31 décembre 1996. À partir de 2001, en dehors des films institutionnels et publicitaires, il soutient le travail de jeunes réalisateurs de cinéma parmi lesquels David Fauche, Jordan Feldman, César Vayssié, Nigel Bennett, Mathieu Mantovani, Cécric Roger, Vincent Roger, Stéphan Ferens et Jean-François Goize. Entre 2002 et 2006, Pierre Rambaldi produit au total sept courts-métrages. En 2002, le court-métrage de César Vayssié intitulé Aujourd'hui madame qu'il a produit est récompensé Festival de Brest. En 2003, il produit aussi notamment le court métrage de son frère Julien Rambaldi Scotch, avec les acteurs Yvon Back et Lionel Abelanski. En 2006, il coproduit via la société Big World le long métrage Le Serpent avec Yvan Attal et Clovis Cornillac. L'année suivante, Pierre Rambaldi produit le long-métrage franco-argentin La León de Santiago Otheguy qui est récompensé au Festival de Berlin ainsi qu'au Festival du film gay et lesbien de Turin. En 2008, il produit le court métrage Bien joué de Sandrine Veysset interprété par Jeanne Moreau et Michael Lonsdale. 
L'année 2011 marque son passage à la réalisation avec son long métrage Les Tribulations d'une caissière, adaptation du best-seller d'Anna Sam, qu'interprètent notamment Elsa Zylberstein, Déborah François et Marc Lavoine. 
En 2013, comme réalisateur et scénariste, Pierre Rambaldi participe à la production de plusieurs longs-métrages en développement, parmi lesquels À 35 mm près, Space cake et Zak. 

## Filmographie

### Comme réalisateur
- 2011 : Les Tribulations d'une caissière

### Comme producteur

#### Longs métrages
- 2006 : Le Serpent d'Éric Barbier
- 2008 : La León de Santiago Otheguy
- 2011 : Les Tribulations d'une caissière de lui-même

#### Courts métrages
- 2001 : Ils arrivent de Jean-François Goize et Stéphan Ferens[6]
- 2001 : Chimère, écrit et réalisé par Cédric Prévost[7]
- 2001 : L'Homme au parapluie, écrit et réalisé par David Fauche[8]
- 2002 : Un steak haché mélangé avec la purée c'est meilleur, écrit et réalisé par Vincent Roger[9]
- 2002 : Aujourd'hui madame, écrit et réalisé par César Vayssié[10]
- 2003 : Scotch, écrit et réalisé par Julien Rambaldi[11]. Prix d’interprétation masculine pour Yvon Back au Festival de Clermont-Ferrand
- 2004 : Noodles, écrit et réalisé par Jordan Feldman[12]
- 2005 : Nicole et Daniel, écrit et réalisé par David Fauche[13]
- 2005 : Broadway, écrit et réalisé par Matthieu Mantovani[14]
- 2005 : Hôtel California, écrit et réalisé par Nigel Bennett[15]
- 2008 : Bien joué, écrit et réalisé par Sandrine Veysset[16]